# Железнодорожная линия Крустпилс — Резекне II
Железнодорожная линия Крустпилс — Резекне II — однопутная неэлектрифицированная железнодорожная линия протяжённостью 95 километров. Соединяет города Екабпилс и Резекне в Латгалии, Латвия.

## История
Линия Крустпилс — Резекне II открыта 11 сентября 1901 года, в составе линии Москва — Крейцбург Московско-Виндавской железной дороги.

## Современное состояние
По состоянию на 2021 год по линии курсируют две пары пассажирских дизельных поездов маршрута Рига-Зилупе в деньи одна пара маршрута Рига—Резекне по выходным и праздничным дням,по расписанию с 12 декабря 2021 года,а по факту с 11 декабря 2021 года пара маршрута Рига-Резекне курсирует ежедневно.Также линию Крустпилс-Резекне использовал/и международный/е поезд/а Рига—Москва+прицепные вагоны Рига-Санкт-Петербург,отменён/ы с 17 марта 2020 года в связи с пандемией коронавируса.Грузовые составы по графику 2013—2014 гг, курсировали по линии в количестве 28 пар в сутки.

## Станции и остановочные пункты
Станции (9): Крустпилс — Кукас — Межаре — Аташиене — Стирниене — Варакляны — Виляны — Сакстагалс — Резекне II

## Закрытые станции и остановочные пункты
Зилани, Казраджи, Скринда